# 사키야마 타츠오
사키야마 타츠오(崎山龍男 사키야마 다쓰오[*], 1967년 10월 25일 ~ )는 일본의 록 밴드 스피츠의 드러머이다.

## 인물
- 중·고등학교 때는 검도부에 소속하였다.
- 기혼자이며, 두 자녀를 두고 있다. (성별 미상)

## 연혁
- 1967년 10월 25일, 도치기현 사노시에서 태어난다. 본가는 양장점을 운영한다.
- 중학교, 고등학교 때 밴드 활동을 시작한다. 그 때의 담당 악기는 베이스 기타.
- 도치기 현립 사노 고등학교 3학년 때, 헤비 메탈 밴드 THE 테일즈의 후임 드러머로 발탁된다.
- 상경 후 문화복장학원에 입학하였고, 포크송부 부장을 역임하였다.
- 1987년, 문화복장학원 동기였던 현 스피츠의 기타리스트 미와 데쓰야의 소개로 스피츠 서포터 멤버로 발탁되었고, 그 후 지금의 스피츠가 결성되었다. 지금은 쉬이 상상하기 어렵지만, 스피츠 가입 전에 있던 밴드가 헤비 메탈 밴드였기 때문에, 멤버들과 처음 만났을 때는 금발에 가죽 점퍼 스타일이었다.

## 음악적 영향
LOUDNESS의 드러머 히구치 무네타카의 영향을 받았다.

## 음악 활동
- 스피츠 내에서는 노래의 단숨함에 맞춰 그다지 화려한 연주는 없지만, 난이도 높은 테크닉으로 여겨지는 모라 주법을 체득하고 있으며, 다양한 장르를 소화할 수도 있는 뛰어난 기량을 가졌다.
- 스피츠 콘서트에서는 주로 코러스에 참여한다.
- YELL FROM NIPPON에도 드러머로서 참가하거나, 일반 드러머를 대상으로 한 드럼 클리닉을 개최하는 등 활동 내용도 폭넓다.
- 지금으로써는 손수 작곡하여 공개된 곡은 없다. 앨범 인디고 지평선 때 작곡에 참여하긴 하였지만 채용되지는 않았다.
- 한 때 기타 연습 중이라는 말을 한 적이 있지만, 그 후 기타에 대한 이야기는 일절 하지 않는다. (그러나 魔法のコトバ 뮤직 비디오에 기타를 연주하는 장면이 있다.)

## 같이 보기
- 스피츠
  - 쿠사노 마사무네
  - 다무라 아키히로
  - 미와 테츠야